# ゆうきさやか
ゆうき さやか（ゆうき さやか、1988年5月13日 - ）は、日本のAV女優。東京都出身。身長：156cm、スリーサイズは、B87（Fカップ）・W57・H87。趣味・特技は、読書、ダーツ。

## 出演作品
- 笑顔でゴックン 童顔店長 まさみ（胸キュン喫茶）
- 黒ストッキング中出しOL（YeLLOW）　出演者：悠月舞／ゆうきさやか
- 痴女教師（美）
- こだわりの手コキ 人妻編 12（隼エージェンシー）
- 出張ソープ（アキノリ）出演者：北川瞳／哀川りん／ゆうきさやか／前田陽菜
- 立てば芍薬 座れば牡丹 歩く姿は百合の花（E-BODY）
- フェラコレ2011夏SP（隼エージェンシー）
- 時間が止まる腕時計パート7 小坂めぐるパイパン中出しスペシャル（ROCKET）
- 「ママには言えないよ…」ロリ姉妹猥褻家庭内痴漢（ロータス）
- レズビアン店員がノンケ娘にドッキリ企画 ハレンチ試着室 15（アイエナジー）
- ディルドにまたがる女優たち5（アロマ企画）
- 女子校生スカート尻コキ（Fetishist／妄想族）
- 「ママには言わないで…」ロリ性感発汗式カイロプラクティック（ロータス）
- JK文化祭模擬店 ちら見せオナサポ喫茶II（アロマ企画）
- 女子校生ぬる×2おま●こオナニー VOL.8（虎堂）
- ディープレズビアン 〜若熟女のうぶ貝調教2〜（クリスタル映像）
- 悪徳医師集団による女子校内科検診盗撮映像（映天）
- 痴漢に感じすぎて周りに気づかれてもお漏らししてしまう敏感女子校生（ナチュラルハイ）
- 女だけで住み込み従業員として働いているd美しすぎる仲居さん達は、久しぶりに見たギン勃ちチ○ポにもうガマンなんてしない（HIBINO）
- 恋夜【ren-ya】Premium 第一夜（プレステージ）
- 白衣の天使 ナース尻コキ 2（OFFICE K'S）
- 街角シリーズ 彼女なら！彼氏のち?ぽ当ててみろ！！ 8（はじめ企画）
- 就職活動中の女たち 内定取り消された美巨乳女子大生がお金欲しさに2人揃ってAV出演。
- 同級生レズ 2〜離れるまでの3日間、愛し合う2人でしたい10のこと〜（DEEP'S）
- 放課後アナル狩り「前立腺崩壊！！ペニバンレイプ！！」（ラハイナ食堂）
- エロ腰騎乗位オナニー（OFFICE K'S）
- 近親相姦 厳選！激カワ眼鏡妹6名 撮り下ろし作品
- メガネっ娘の妹に「彼氏の為にフェラ練習させて」と言われ毎日シャブられて、日に日に上手くなって風俗行かなくなった
- 巨乳征服なる失禁肉売 援交初レズWフェラ調教 ゆうみとかな 1●歳（グレイズ）
- 童貞限定 5姉妹筆おろしソープ（V&Rプロダクツ）
- 素人コスプレイヤー専門 同人動画サークル投稿 3 コスプレイヤー沙耶（20歳）（HERO）
- 体育会系部活少女 水泳部 さやか
- 社長夫人、女社長、人妻、同僚に迫られ求...
- ふわり
- 近親相姦 メガネっ娘の妹に「彼氏の為にフェラ練習させて」と言われ毎日シャブられて、日に日に上手くなって風俗行かなくなったwwwwwwwwww
- スーパーの店員さん 今日のお仕事は中出し交尾
- ちょっぴりドジな若妻メイドのさやかちゃん
- メガネの可愛い妹系女子校生を夜這いした
- 黒パンスト恥辱 尻アングル
- Private Dance Erotic

- 欲求不満な美巨乳ナースは勃起チ○コをみると仕事中でも…（プレステージ）　出演者：前田優希／すずきりりか／ゆうきさやか
- 海沿いの民宿で泳ぎ疲れて雑魚寝する彼氏の隣で何度もイカされた彼女（NATURAL HIGH）
- 思春期の女子校生には恥ずかし過ぎる校則 校則第3条 起床時間・点呼に間に合わない者はいかなる理由があってもその日一日、衣類を身につけずに学園生活をおくるものとする（SODクリエイト）
- SOD女子社員 第21回王様ゲーム（SODクリエイト）
- 生ま○こパンティストッキング（OFFICE K'S）
- After Flight（フリービジョン）
- Gals Compa Yeah〜！！（ロータス）
- 満員電車で痴漢されガニ股でイキ続ける痙攣女 2（ナチュラルハイ）
- 入院中の僕の同室で生意気なイケメンはナースにモテモテ！だから朝も夜もヤリまくりで大迷惑！でもたまにヤリ飽きたナースを迷惑の代償として僕に恵んでくれるから、僕より先に退院しないで欲しい。（Hunter）
- 痴漢女子 目の前で女が脱ぎだした（クリスタル映像）
- 本当に知らなかったんです…浴室の扉を開けたら生着替え中の娘の友達がこんなにボインで成熟していたなんて…突然訪れたおいしい出来事にお父さんは娘に内緒で久しぶりに勃起した一物を披露してしまいました…（ブリット）
- 首都校生中出し 6（W Honey）
- THE 家庭教師 先生は現役W○生（クリスタル映像）
- 街で発掘！！東京GIRLS コレクション ハメファイル02（ラストラス）
- 素人娘激撮 生パンチラ生中出しナンパ Vol.5（ヒビノ）
- あの人気ブログの超絶美女がAV出演！彼女が遂に脱いだ…（SODクリエイト）
- 大学の授業中に痴漢され声も出せず絶頂する女子大生 4（ナチュラルハイ）
- 昼下がりの淫ら妻 若妻に生中出し（クリスタル映像）
- 可憐な家政婦を困らせるうちの息子の好奇心 2（ホットエンターテイメント）
- ポニーテールで巨乳の女子校生は嫌いですか？ さやか（I.B.WORKS）
- 美少女デリバリー 2（クリスタル映像）
- やりたい放題 7（プレステージ）
- OL自宅(売)マンション 01（プレステージ）
- 女子のお宅に、おじゃまします。 issue.01 浅倉紗季（プレステージ）
- おねだり痴女 第3章（隼エージェンシー）
- 宅配レンタル 2（クリスタル映像）
- 友達の整体師と1日だけ職業チェンジ！ （Hunter）
- 「集団痴漢されている女子高生が今にも泣きそうな目で助けを求める視線を送ってきたら…貴方ならどうする？」VOL.1（DANDY）
- これがテレビで話題のすし詰め混浴露天風呂の実態！「○○県にある○○温泉では女性客の3人に1人は乳首が擦れて‘実は’興奮している」という噂は本当か！？（ナチュラルハイ）